# Conselho e consentimento
Conselho e consentimento é um termo frequentemente empregado na promulgação de projetos de lei e em outros contextos legais ou constitucionais que descreve uma situação em que um órgão legislativo concorda e aprova uma medida ou indicação anteriormente tomada por um membro do poder executivo.
Normalmente, o conceito acompanha a ideia de moderação e equilíbrio de poderes que compõem um Estado significando a concordância de um ou mais poderes sobre outros. A expressão é frequentemente usada em sistemas de governo semipresidencialistas, nos quais o chefe de Estado possui poderes limitados e o governo executivo fica a cargo de um chefe de governo (primeiro-ministro ou presidente de governo) sob a supervisão de um parlamento. No entanto, o "consentimento" de um órgão público também pode ser requerido em sistemas presidencialistas para questões específicas de administração pública, como a nomeação de embaixadores e magistrados.

## Estados Unidos
Nos Estados Unidos, "conselho e consentimento" ("advice and consent") é um poder atribuído ao Senado visando a contemplação e aprovação de tratados e nomeações à cargos públicos feitas pelo Presidente, incluindo Secretários de Gabinete, juízes federais, oficiais do Forças Armadas, magistrados e embaixadores. Esse poder também é exercido por vários Senados estaduais, que são consultados e aprovam várias nomeações feitas tanto pelo chefe do executivo estadual como por demais autoridades, chefes de departamentos e juízes estaduais.

### Base constitucional
O termo "conselho e consentimento" ocorre duas vezes na Constituição dos Estados Unidos, ambas no "Artigo II, Seção 2, Cláusula 2". Primeiro, o termo é usado em referência ao papel do Senado na assinatura e ratificação de tratados. Em seguida, é usado para descrever o papel do Senado no processo de nomeação e confirmação de indicações federais.
Ele poderá, mediante conselho e consentimento do Senado, concluir tratados, desde que dois terços dos senadores presentes assim o decidam. Nomeará, mediante o conselho e consentimento do Senado, os embaixadores e outros ministros e cônsules, juízes da Suprema Corte, e todos os funcionários dos Estados Unidos cujos cargos, criados por lei, não têm nomeação prevista nesta Constituição; O Congresso poderá, por lei, atribuir ao Presidente, aos tribunais de justiça, ou aos chefes das secretarias a nomeação dos funcionários subalternos, conforme julgar conveniente.
Essa linguagem foi escrita na Convenção Constitucional de Filadélfia, em 1787, como parte de um delicado compromisso relativo ao equilíbrio de poder no governo federal estadunidense. Uma parte dos Delegados optaram pela criação de um forte poder executivo investido na figura do Presidente enquanto outros (temendo um eventual autoritarismo), preferiram fortalecer o Congresso. A norma constitucional de "conselho e o consentimento" do Senado, entretanto, conciliou os objetivos de ambas as partes.
De acordo com a Vigésima Quinta Emenda, as nomeações ao cargo de Vice-presidente são confirmadas por maioria de votos em ambas as câmaras do Congresso e não somente no Senado.

### História
Enquanto vários autores da Constituição dos Estados Unidos, como Thomas Jefferson e James Madison, acreditavam que o papel ideal do Senado seria aconselhar o Presidente após uma nomeação do mesmo, Roger Sherman defendia que o conselho antes da nomeação poderia ser ainda mais útil. Segundo George Washington, o aconselhamento antes da nomeação seria possível, mas não compulsório. A noção do aconselhamento antes da nomeação como uma medida opcional desenvolveu-se na unificação da parte "conselho" do poder com a parte "consentimento", embora vários presidentes tenham consultado informalmente Senadores sobre nomeações e tratados.

## Reino Unido
No Reino Unido, uma monarquia constitucional, os projetos de lei são intitulados:
"SEJA PROMULGADO pela Excelentíssima Majestade do Rei, pelo e com o conselho e consentimento dos Lordes Espirituais e Temporais, e dos Comuns, neste presente Parlamento reunido, e pela autoridade dos mesmos, tal como segue (...)
Esta fórmula de promulgação enfatiza que, embora legalmente o projeto de lei esteja sendo promulgado pela Coroa britânica (especificamente, pelo "Soberano no Parlamento"), não é por sua iniciativa, mas por meio da iniciativa do Parlamento que a legislação é criada.